# Hitchin
Hitchin is een plaats in het bestuurlijke gebied North Hertfordshire, in het Engelse graafschap Hertfordshire. De plaats telt 30.360 inwoners.

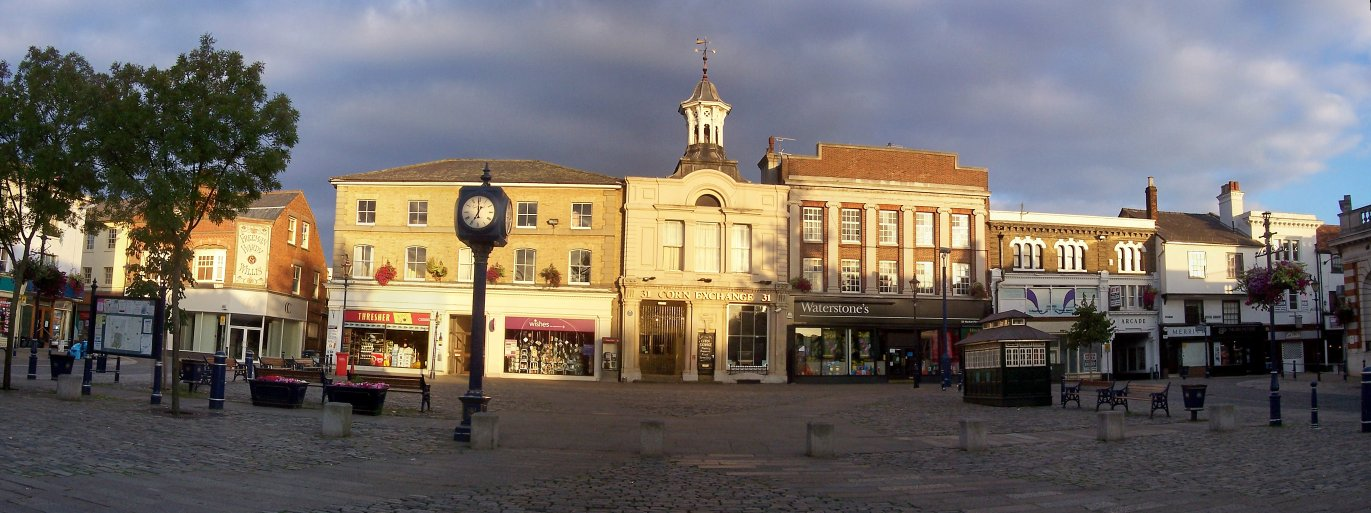
Markthal van Hitchin
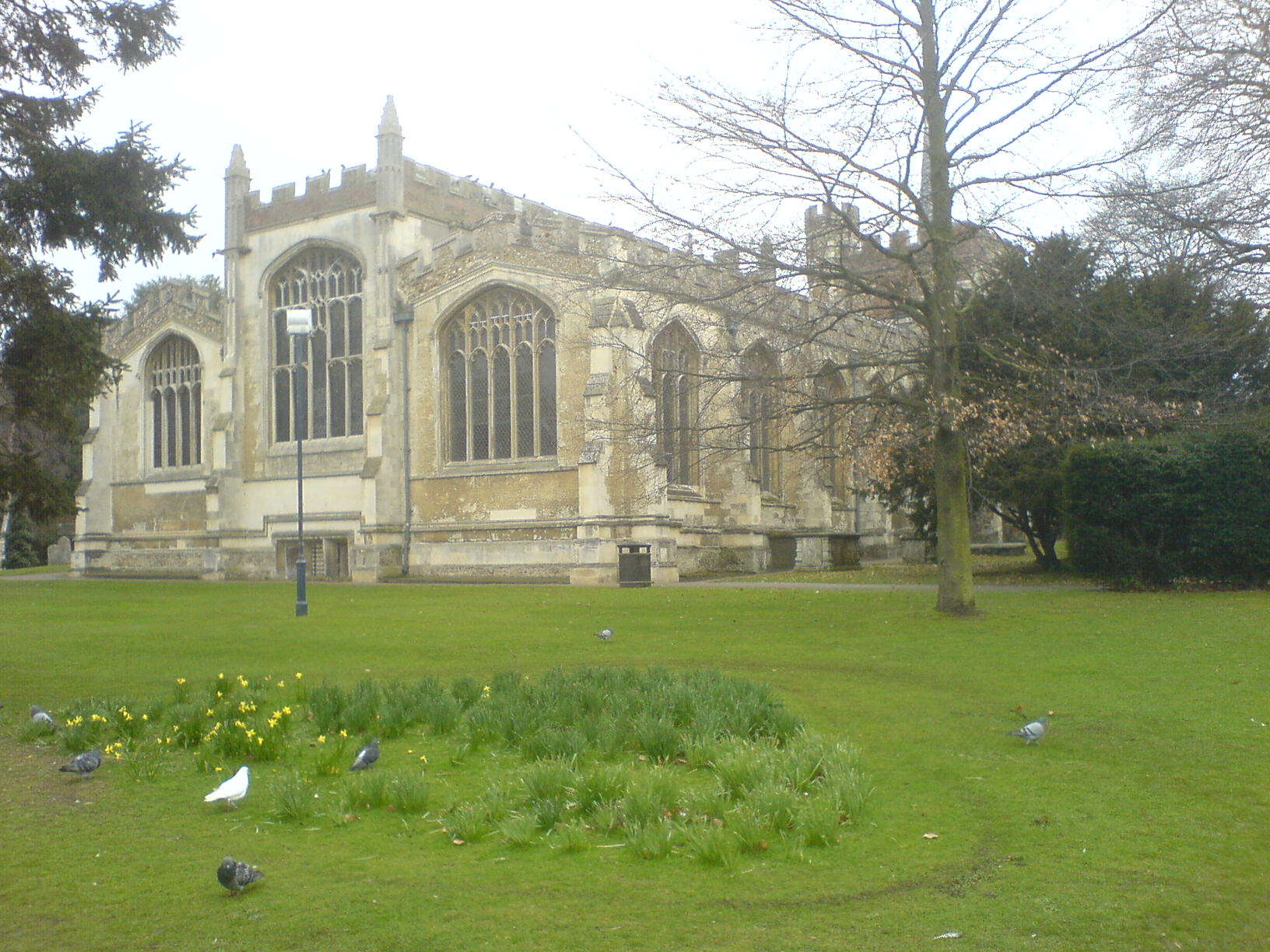
Kerk van Hitchin

## Geboren
- George Chapman (±1559-1634), dichter, toneelschrijver en vertaler
- Elizabeth Bowes-Lyon (1900-2002), de vrouw van koning George VI en de moeder van koningin Elizabeth II
- Jimmy Glass (1973), voetballer
- Kevin Phillips (1973), voetballer
- Ian Poulter (1976), golfer
- Gail Emms (1977), badmintonster
- Dave Kitson (1980), voetballer
- Helen Richardson (1981), hockeyster
- James Bay (1991), singer-songwriter